# Basilique Notre-Dame de Basse-Wavre
Pour les articles homonymes, voir Basilique Notre-Dame et Notre-Dame.
La basilique Notre-Dame de Basse-Wavre ou basilique Notre-Dame de la Paix et de la Concorde est un édifice religieux catholique du XVIe siècle sis à Wavre, dans le Brabant wallon en Belgique. Construite là où se trouvait un prieuré du XIe siècle, l'église fut déclarée "basilique mineure" en 1999, eu égard à son rayonnement comme centre de pèlerinage à Notre-Dame. Elle doit son origine au sanctuaire dédié à Notre-Dame de Paix et de Concorde.

## Histoire

### La légende
Selon la légende du milieu de 11e siècle - légende écrite au 15e siècle - des paysans de la région entendirent plusieurs fois de "célestes musiques" planant sur les marécages de Basse-Wavre durant la nuit précédant certaines fêtes de la Vierge Marie. Attirés par ce phénomène, ils virent là des anges entourés d'une merveilleuse lumière.  
Ils décidèrent de bâtir une chapelle, mais le marécage ne permettant pas la réalisation de ce projet, ils commencèrent la construction sur la colline voisine. Hélas, le lendemain, puis chaque jour suivant, les murs bâtis la veille avaient disparu et, mystérieusement, migré au cœur du marécage! Ils décidèrent donc de veiller la nuit. C'est alors qu'à minuit leur apparut Marie, entourée d'anges, qui déclara: J'habiterai cette vallée car je l'ai choisie.
On construisit donc la chapelle dans la vallée. Peu après, ces mêmes habitants découvrirent là une châsse "tellement belle qu'ils la crurent venue du ciel". Ils la posèrent donc dans la chapelle à la place d'honneur. 

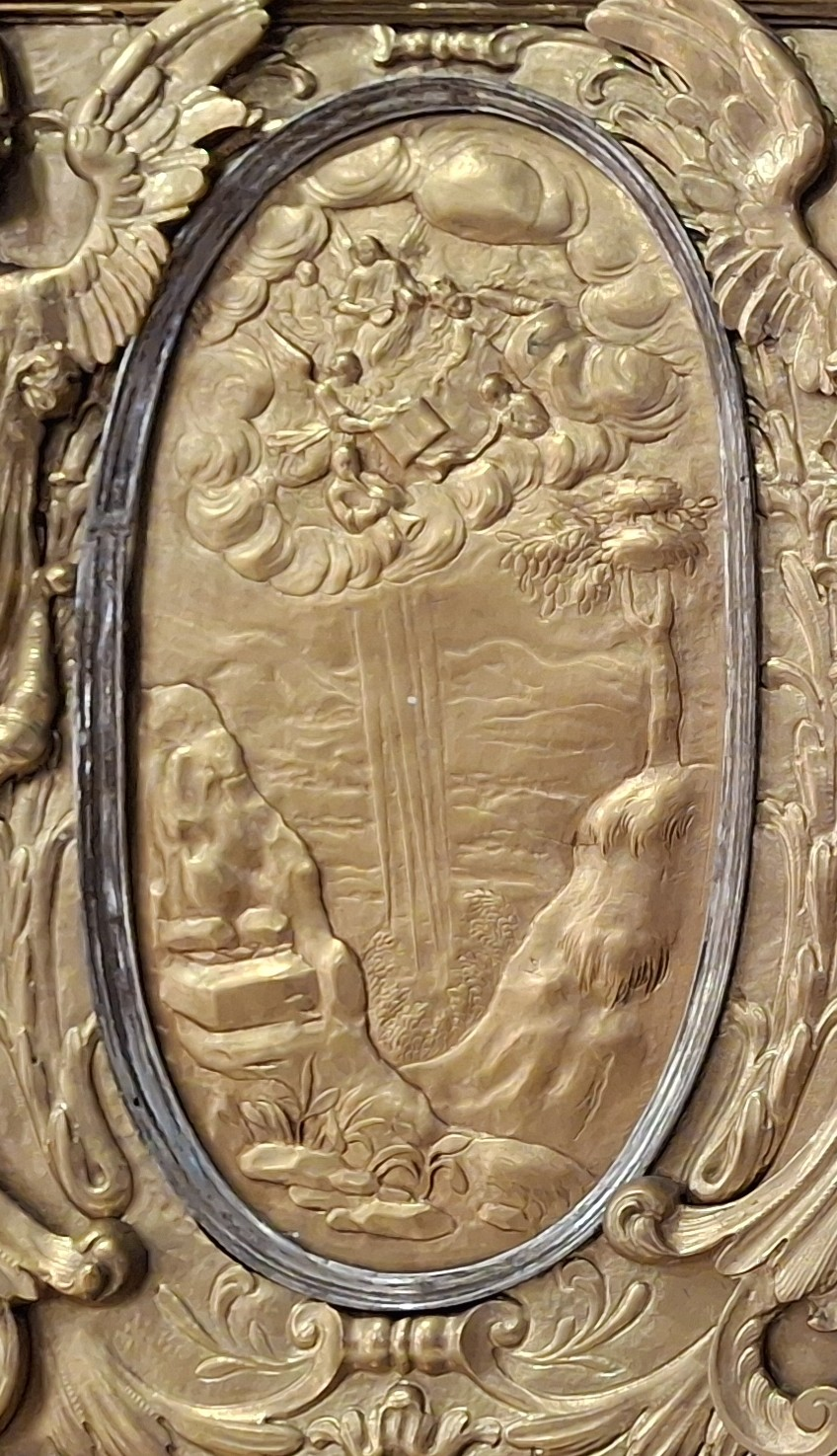
Détail de la Châsse: Ste Marie avec les anges musiciens au-dessus de la vallée
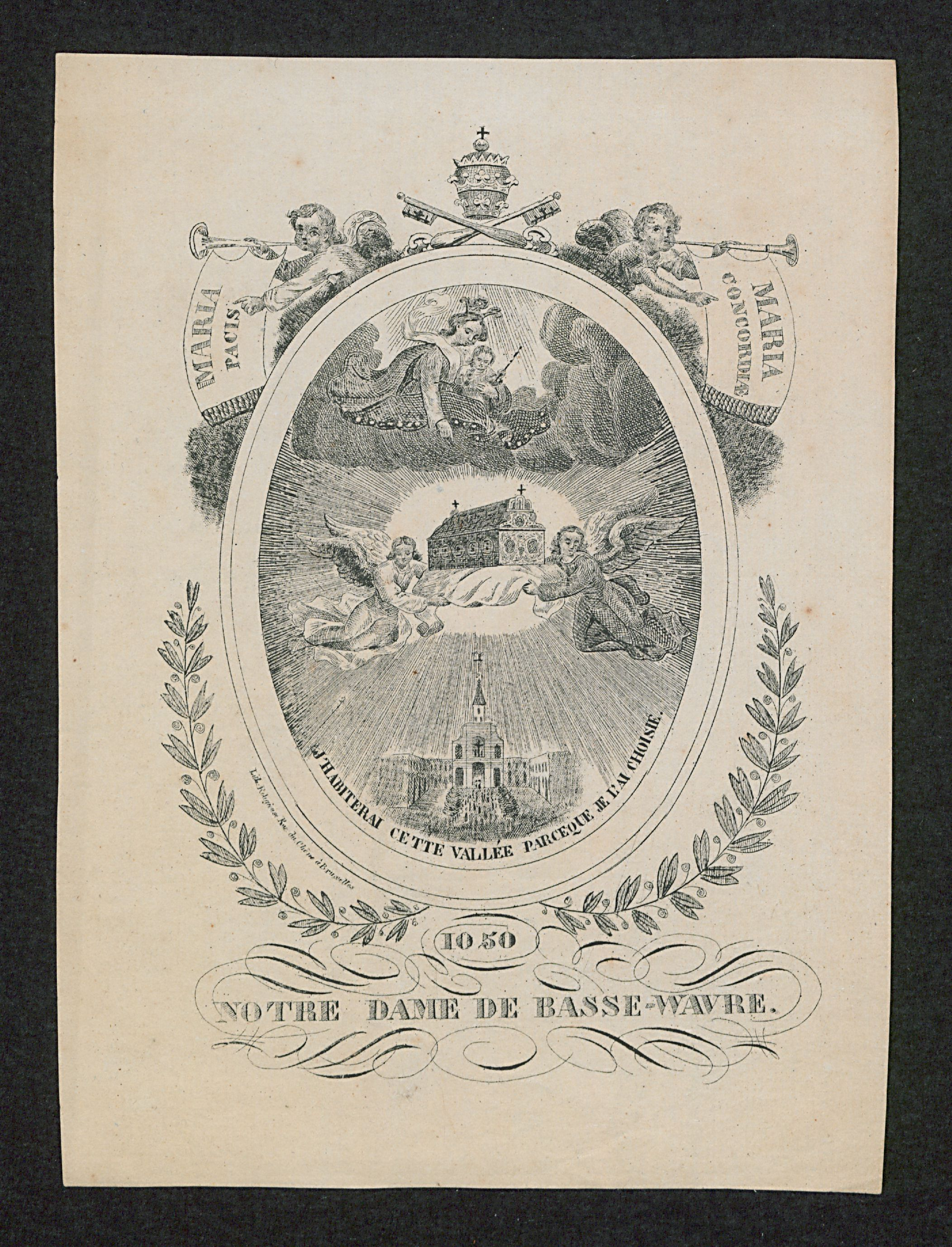
Allégorie de l'apparition de Marie avec la châsse apportée par les anges (gravure du 19eS)
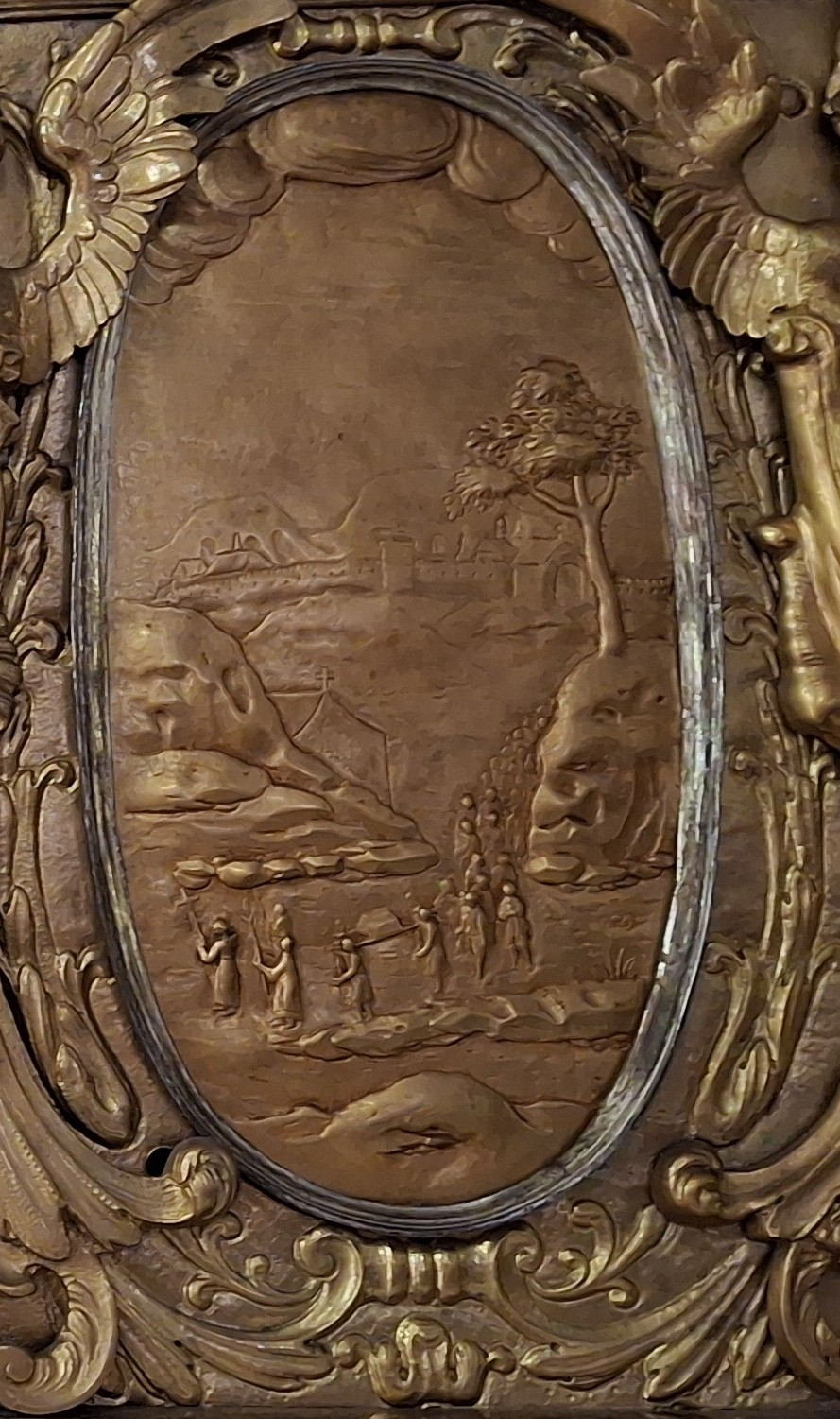
Détail de la Châsse: Godefroid de Brabant apporte des reliques
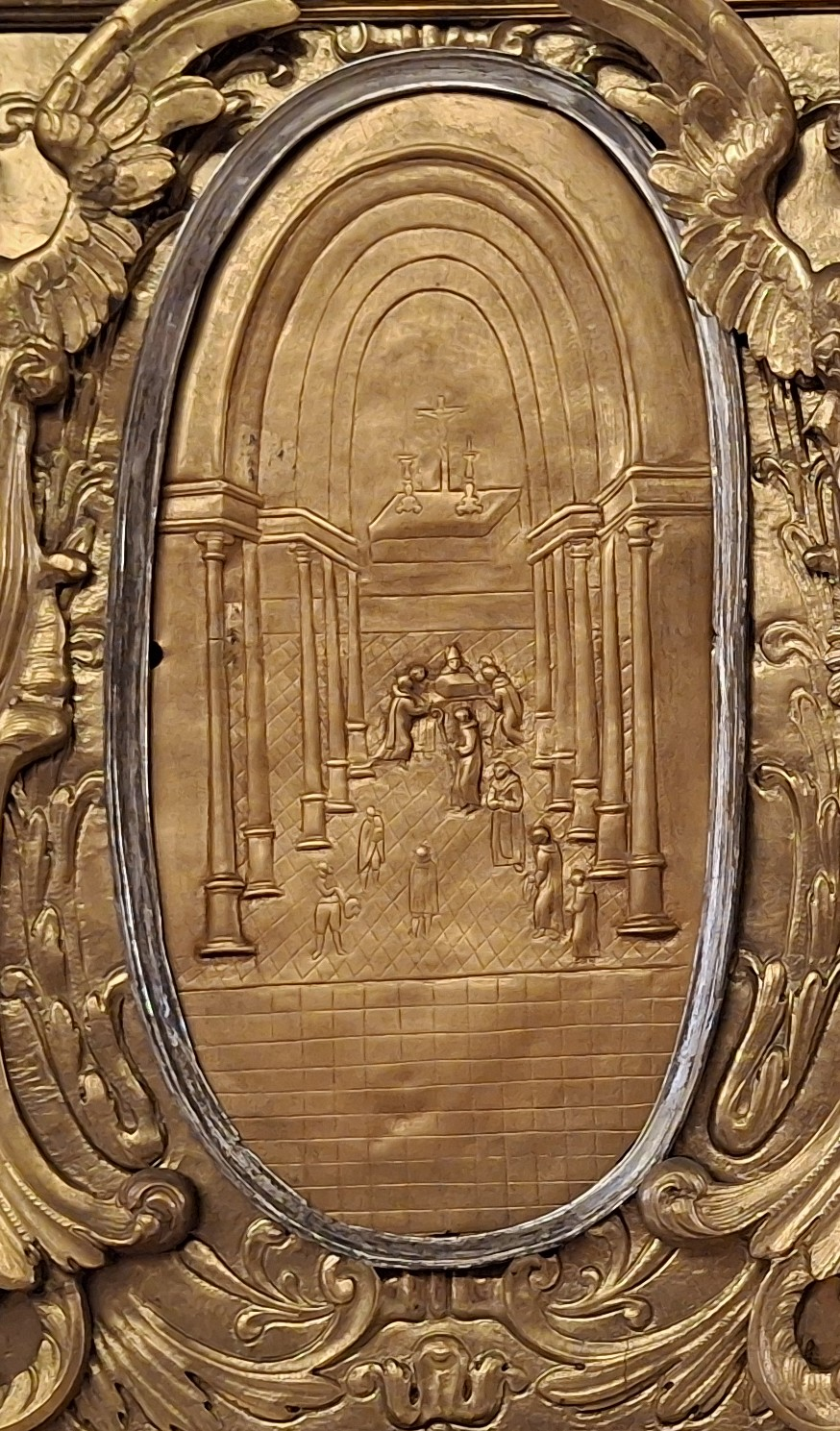
Détail de la Châsse: La châsse est portée à l'église St Nicolas à Bruxelles

### Les éléments historiques
A la fin du 11e siècle, le comte Henri III de Louvain et son frère, le futur Godefroid Ier, dit le Barbu, créèrent une seigneurie nouvelle dans le domaine rural de Wavre et, voulant favoriser la jeune abbaye d'Affligem, fondée près d’Alost, lui concédèrent un domaine dont Basse-Wavre était le centre, où les moines y installèrent un petit prieuré bénédictin, autour de la chapelle libre.
Au 12e siècle, le comte de Louvain propriétaire du lieu, Godefroid le Barbu, revenant de croisade, offrit au sanctuaire marial de Basse-Wavre des reliques ramenées de Palestine qui furent ajoutées au coffre de bois primitif.
En 1152, les moines décidèrent de porter la châsse à Bruxelles dans le quartier des orfèvres pour qu’elle soit recouverte d'argent doré.  Ils la déposèrent dans l’église St Nicolas de la Bourse.  Il y avait, à cette période, une épidémie de peste qui s'était rapidement propagée, et, naturellement, de nombreux malades vinrent prier devant la châsse. Leurs prières furent exaucées et l’épidémie s’arrêta.
La paix conclue en 1142 après 40 ans de guerres intestines entre les ducs de Brabant et les barons de Grimbergen fut attribuée à la Vierge de Wavre. C’est de cette époque que date le vocable de Marie de paix (Maria pacis), Notre-Dame de Paix et de Concorde donné à Notre-Dame de Basse-Wavre.

### Construction de l'église
Le sanctuaire roman primitif - un des plus anciens du pays - fut construit en gros moellons, architecture typique des 11ème et 12ème siècles. Il existe toujours, à gauche du choeur de l'église actuelle. On y entre depuis l'église par une grande arcade ornée d’une superbe grille en fer forgé, datant du début du 19ème siècle. Le fronton porte les armoiries du donateur.
L’église actuelle fut construite en plusieurs étapes:
- d'abord un chœur gothique datant du 16ème siècle, construit à droite de la chapelle primitive.
- ensuite les trois nefs baroques au 17e siècle: la nef de gauche, bâtie dans le prolongement de la chapelle du 11e siècle, datant de 1659 ; la nef centrale et celle de droite datant de 1710.
- Enfin, l'église présente une tour en briques et pierres bleues millésimée de 1710 et sommée d'une flèche bulbeuse.

La façade-écran de style baroque est en grès ferrugineux. Elle est apposée sur la façade d’origine, jadis surmontée d’un fronton, visible sur une gravure d'époque.
L'église est le seul bâtiment restant du complexe monastique que les moines d'Affligem occupèrent jusqu'en 1797, date à laquelle le prieuré de Basse-Wavre fut supprimé et vendu.
Acquis par les fripiers de Bruxelles, l’édifice échappa à la destruction et fut racheté par P. Fr. X. de Bienne. L’église devint église paroissiale en 1803.
À la suite du rayonnement séculaire du sanctuaire, le pape Jean-Paul II a élevé l’église de Basse-Wavre au rang de basilique mineure en 1999.

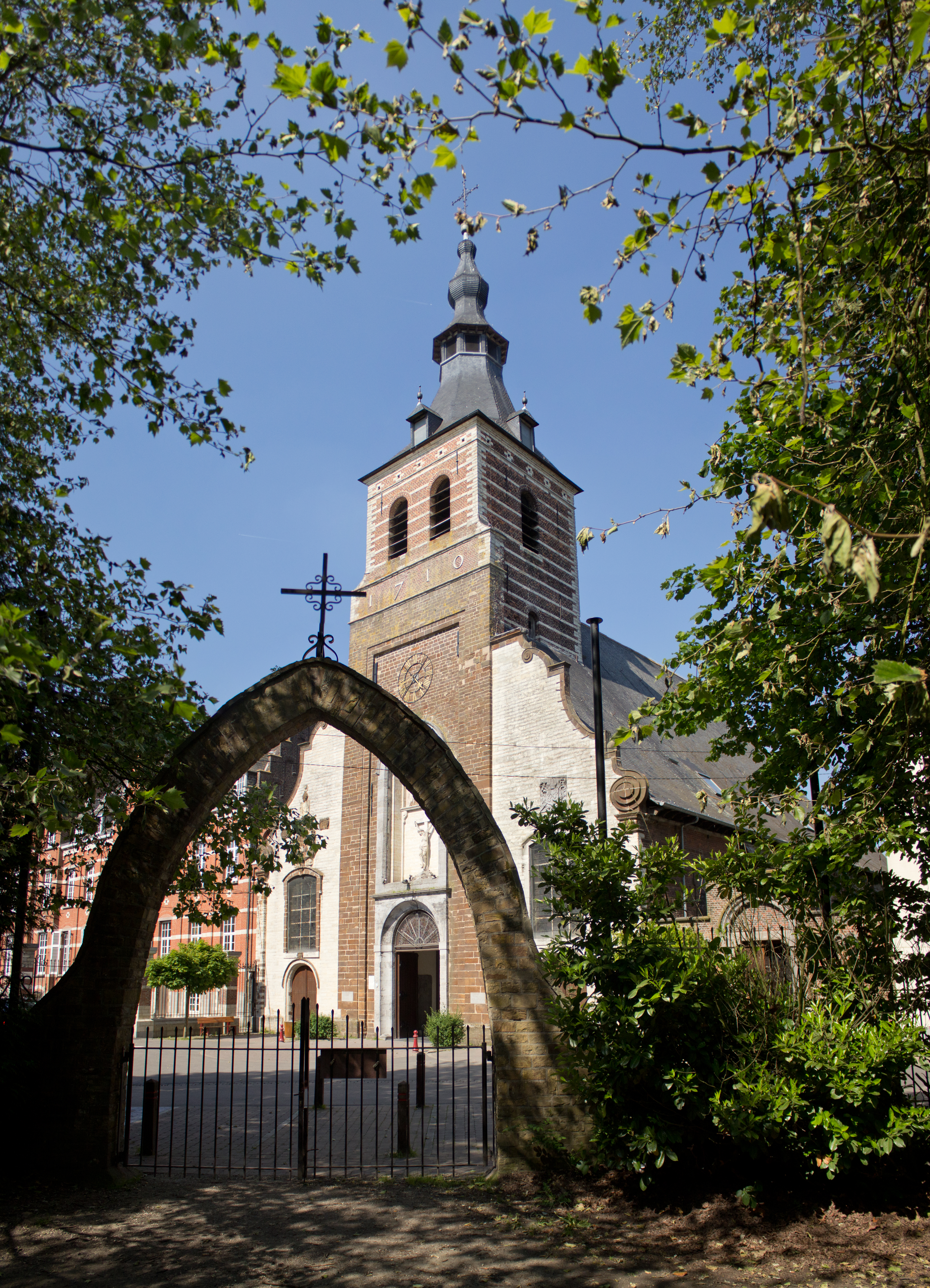
Vue générale.
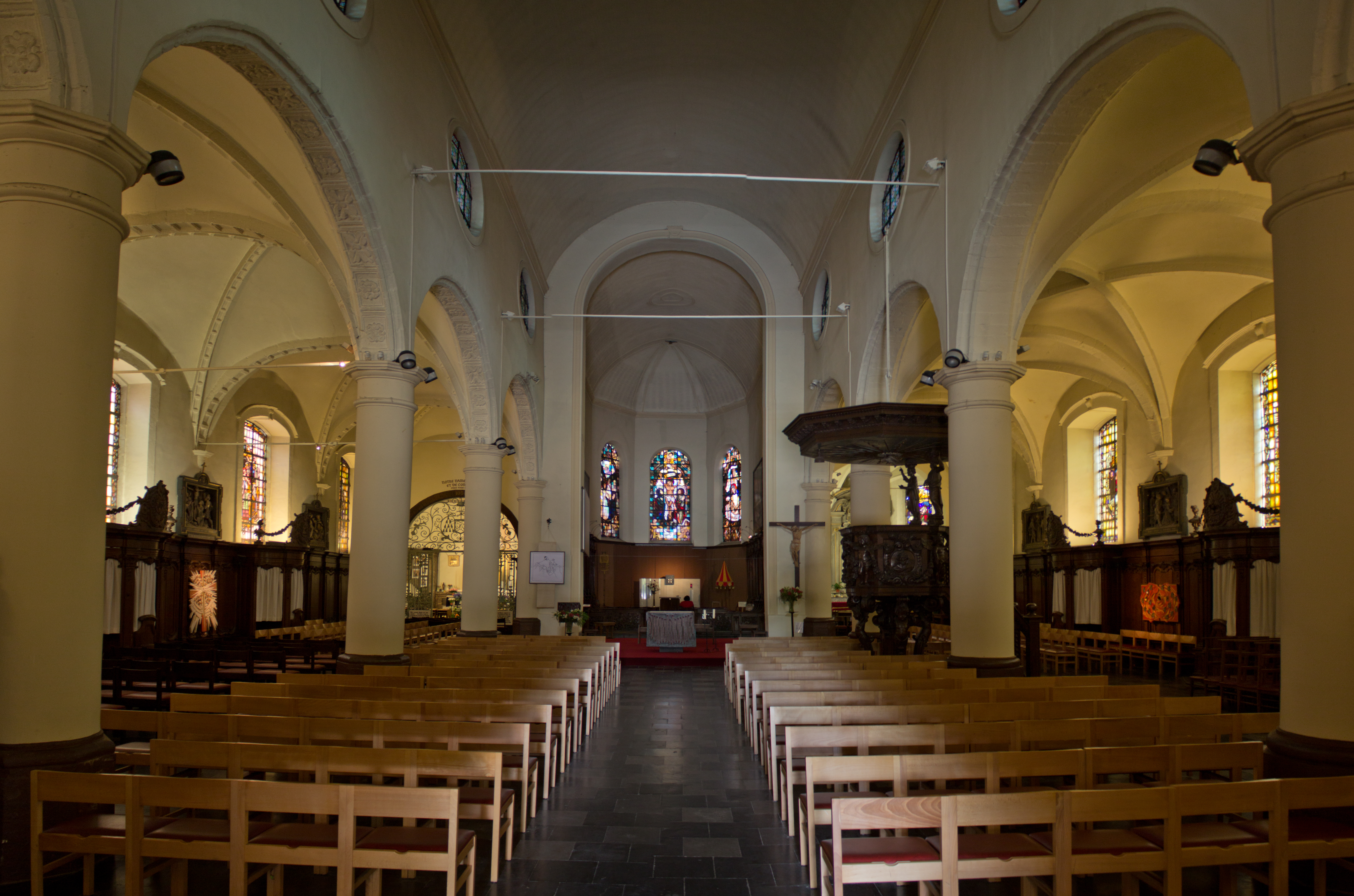
L'intérieur de la basilique.

## Patrimoine

### Le mobilier
L'église de Basse-Wavre possède des confessionnaux et des stalles datant de la 2e moitié du 18e siècle.
Les lambris dans le chœur et les bancs de communion, de style Louis XV, datent aussi du 18ème siècle.
Dans le chœur, au dessus des lambris, 2 peintures : 
- à gauche : le mariage mystique de Ste Catherine (1650), de l’école de Rubens
- à droite : l’Adoration des Mages (1760), de Maximilien de Haese.

### La châsse
La basilique possède aussi une châsse de 1628 - la châsse initiale ayant été détruite lors des troubles religieux à la fin du 16e siècle. C’est une belle pièce d’orfèvrerie de cuivre doré et argent, avec toit à double pente et frontons sur ses 2 côtés. Ses faces sont ornées de 14 médaillons ovoïdes racontant l’origine du sanctuaire et les premiers miracles.

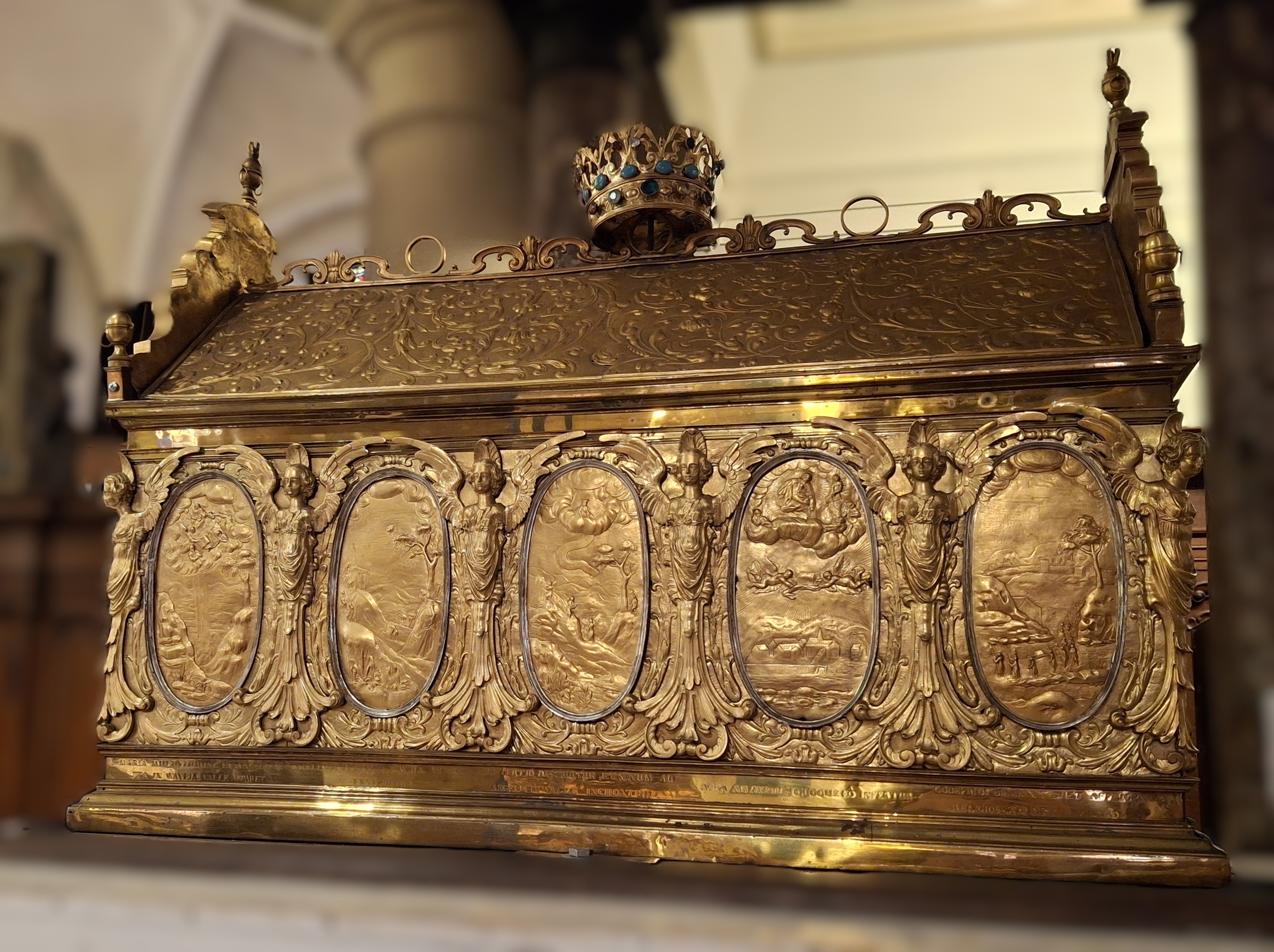
Châsse de Notre-Dame de Basse-Wavre, 1e face avec médaillons racontant l'histoire de la châsse
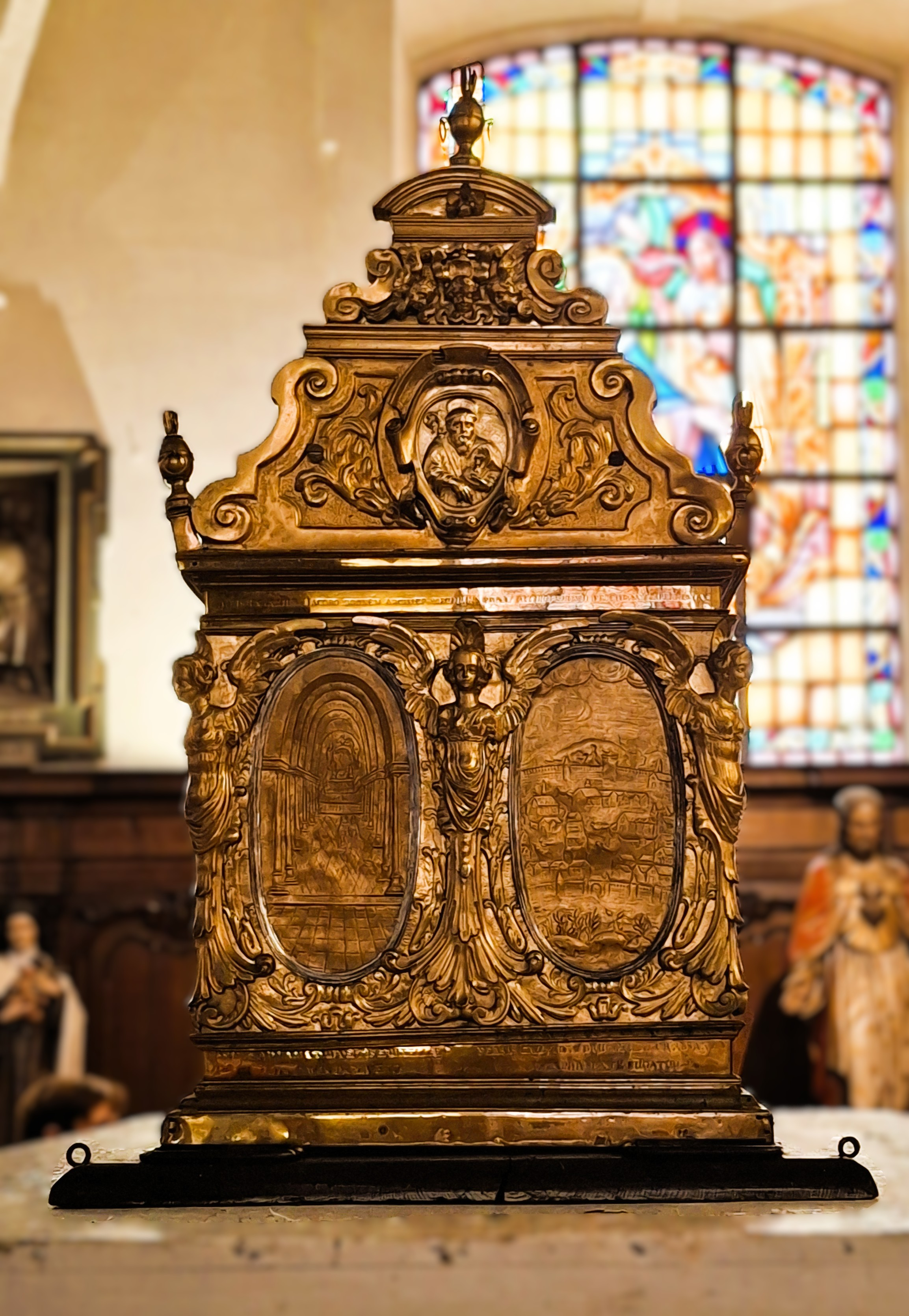
Châsse de Notre-Dame de Basse-Wavre, pignon avec médaillon de St Benoît au sommet
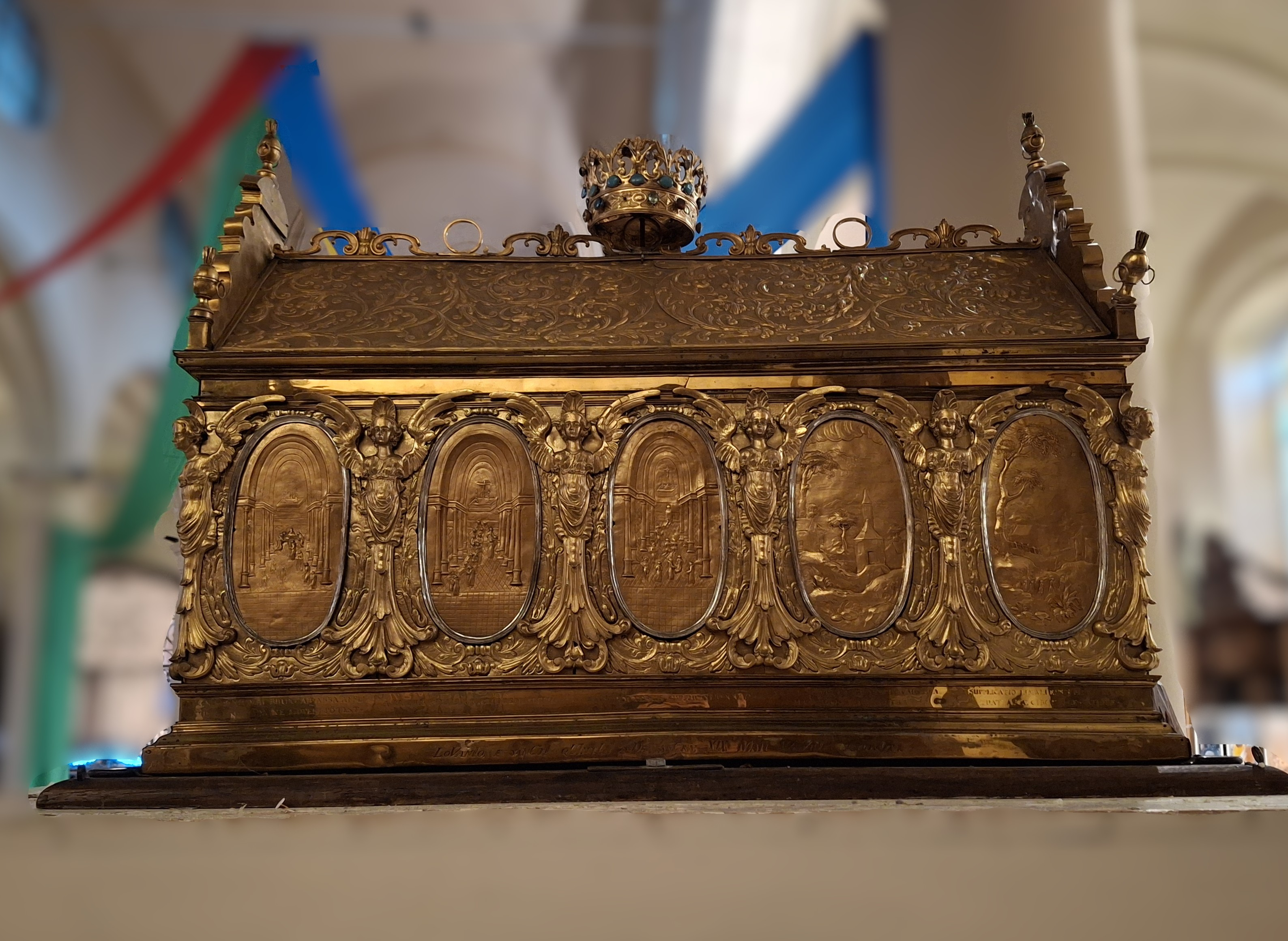
Châsse de Notre-Dame de Basse-Wavre, 2e face avec médaillons racontant l'histoire de la châsse
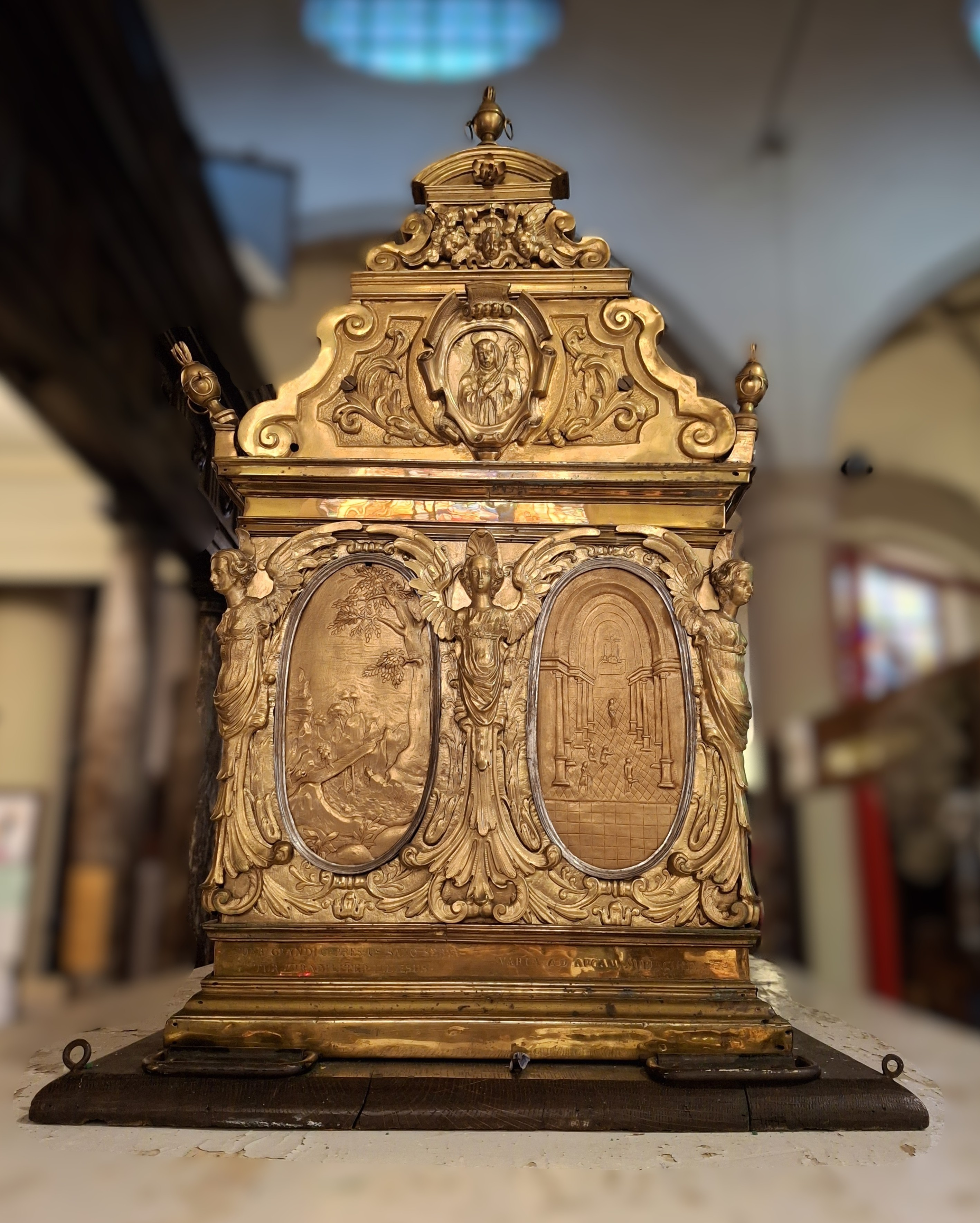
Châsse de Notre-Dame de Basse-Wavre, pignon avec médaillon de Ste Scolastique au sommet

Cette châsse étant liée au culte de la vierge "arche d'alliance", elle est surmontée d'une couronne, comme Notre-Dame de Basse-Wavre. Elle contient des reliques de plus de quarante saints et martyrs, qui y ont été ajoutés au long des années:
| Nom du saint | placement dans la châsse |
| --- | ------------------------ |
| fragments de la Sainte Croix                                                                                                   | moyen-âge                |
| cheveux de la Ste Vierge Marie                                                                                                 | moyen-âge                |
| St Joseph (époux de la Vierge Marie)                                                                                           |                          |
| Ste Anne, mère de Marie | moyen-âge                |
| St Joachim, père de Marie | moyen-âge                |
| St Jean le Baptiste | moyen-âge                |
| St Pierre et St Paul |                          |
| des Martyrs de la Légion Thébaine                                                                                              | 17e S                    |
| St Nicolas de Myre | 17e S                    |
| Ste Cécile de Rome | 17e S                    |
| Ste Aquiline, une des 11000 vierges, compagnes de Ste Ursule                                                                   | 17e S                    |
| St Eloi, évêque de Noyon | 17e S                    |
| Ste Barbe | 17e S                    |
| Ste Wivine de Grand-Bigard | 17e S                    |
| Ste Begge d'Andenne | 17e S                    |
| St Albert de Louvain | 17e S                    |
| Des martyrs des catacombes: St Clément, St Hilaire, St Maxime, St Victorin, St Faustin, St Magnus, St Jean et Paul, Ste Fauste |                          |
| Un des saints martyrs de Gorcum, aujourd'hui Gorinchem                                                                         |                          |
| Ste Gertrude de Nivelles | 1951                     |
| Ste Lutgarde de Tongres, cofondatrice de l'abbaye d’Aywiers                                                                    | 1951                     |
| St Rombaut | 1951                     |
| St Guibert | 1951                     |
| St Aybert | 1951                     |
| St Placide, martyr en Sicile sous Dioclétien                                                                                   | 1951                     |
| St Jean-Marie Vianney, le curé d’Ars                                                                                           | 1951                     |
| St Jean Bosco | 1951                     |
| Ste Thérèse de l’Enfant Jésus                                                                                                  | 1951                     |
| Ste Catherine Labouré | 1951                     |
| St Médard | 1951                     |
| Ste Alène | 1951                     |
| Bhse Marie-Thérèse de Soubiran                                                                                                 | 1951                     |
| Ste Maria Goretti | 1957                     |
| St Mutien-Marie | 1997                     |
| St Damien de Molokai | 1997                     |
| St François d'Assise | 2000                     |
| Ste Julie Billiart | 2000                     |
| St Dominique Savio | 2000                     |
| Ste Theresa de Calcuta | 2009                     |
| St Benoît de Nursie | 2009                     |
| Ste Claire d'Assise | 2009                     |
| St Jean-Paul II | 2015                     |
| Bhse Marie de Jésus |                          |
| St Pierre-Julien Eymard |                          |
| Ste Jeanne Jugan |                          |
| Ste Marguerite Bourgeois |                          |

### La statue de la vierge Marie

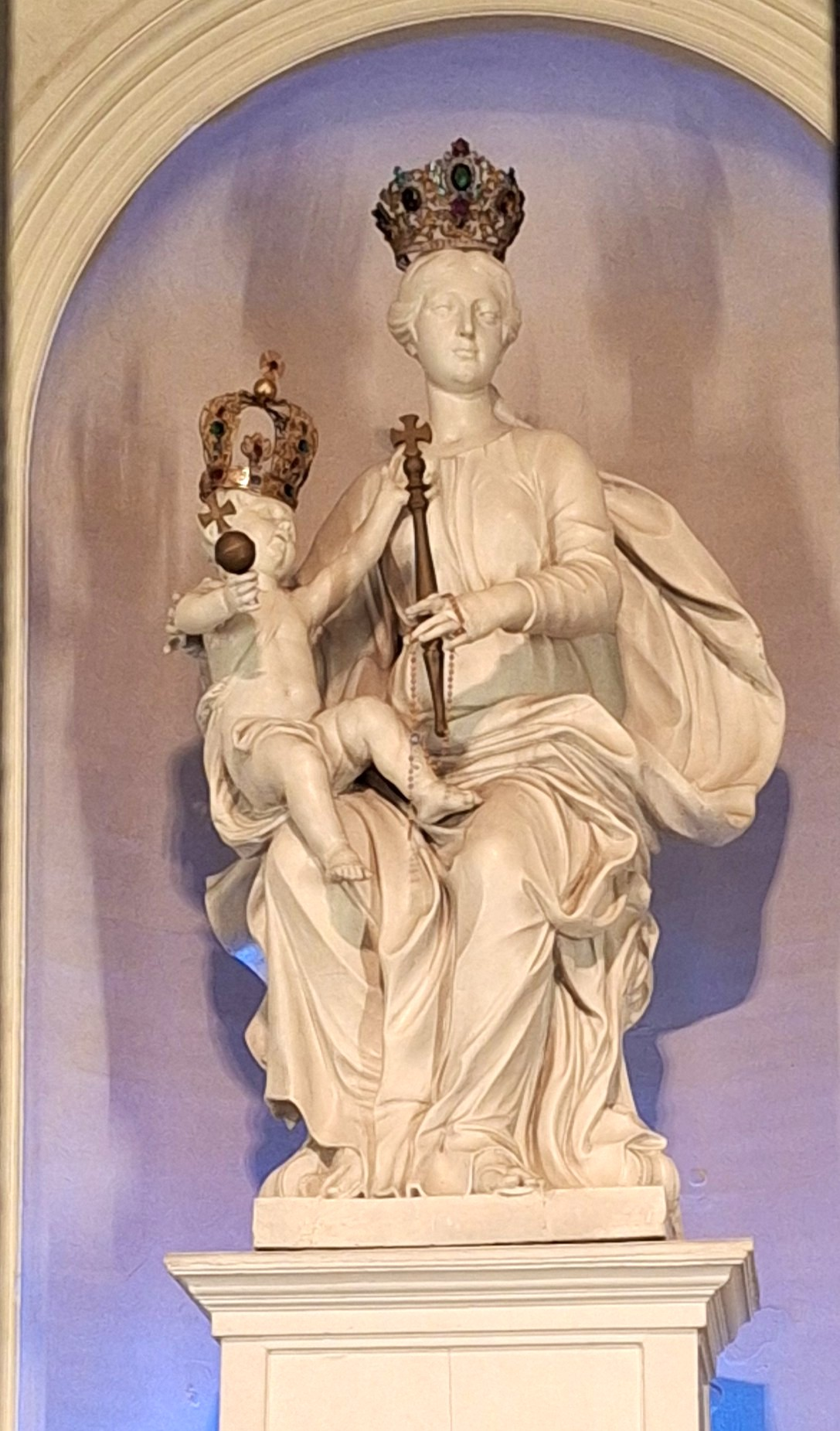
Statue de Notre-Dame de Basse-Wavre

L’actuelle statue de Notre-Dame, est une statue en chêne de Luc Fayd’herbe, élève de Rubens, réalisée en  1640, dans le style baroque.
Haute de 1m60 et pesant 150 kilos, c'est une madone assise peinte en blanc dès l’origine pour imiter le marbre.
La statue de la vierge de Basse-Wavre a été couronnée le 8 septembre 1897 par le cardinal Goossens, grâce à un "bref pontifical" du pape Léon XIII daté du 26 juin 1897. A cette occasion, une parure en or et vermeil fut réalisée par Léopold Firlefijn, orfèvre à Saint-Denis-Westrem, près de Gand. Cette parure est constituée de:
- une couronne pour la Vierge: en or 24 carats ornée de pierres, perles, coraux et émaux. Un grand saphir marque le centre du diadème. Dimensions: 14 cm de haut et 16.5 cm de diamètre.
- un sceptre pour la Vierge: en vermeil, orné de motifs de feuillage de lys et de pierres vertes, bleues, roses et des rubis., Longueur: 45.5 cm

- une couronne pour l’Enfant Jésus: en vermeil, ornée de cristaux de roche, de perles fines, de coraux, de différentes pierres vertes et bleues ainsi que d'émaux. Elle est surmontée d’une boule crucifère. Dimensions: 19 cm de haut et 13 cm de diamètre
- un orbe crucifère pour l’Enfant Jésus: en vermeil, orné d’améthystes, de coraux, de rubis et de pierres bleues. Il est surmonté d’une croix ornée de perles fines. Dimensions: 16 cm de diamètre
- un collier: double cordelière de fils d’or avec quatre glands - Longueur: 94 cm
- un coeur, porté en pendentif par Marie. C'est une pièce bombée, en vermeil - Hauteur: 11 cm
- un manteau: en velours pourpre, bordé de galons de fils d’or et orné à l’arrière du monogramme MR brodé en fils d’or sur un fond de velours bleu.
- un voile: en dentelle de Bruxelles - Dimensions: 230 sur 87 cm

Le trésor de la basilique possède aussi une couronne de la vierge Marie en vermeil ornée de cristaux de roche, datant du milieu du 17ème siècle.

## Culte
Le culte de la vierge à Basse-Wavre remonte au milieu de 11e siècle (voir partie histoire).
Actuellement, chaque 8 décembre, à l’occasion de la fête de l’Immaculée Conception, une procession aux flambeaux se déroule autour de la basilique Notre-Dame et dans les rues avoisinantes.
La châsse de Notre-Dame de Basse-Wavre est une châsse vivante car elle est exceptionnellement, mais périodiquement, ouverte pour y accueillir de nouvelles reliques, comme ce fut le cas en 1951, 1957, 1997, 1999, 2009 et 2015.  Tous les 25 ans, à partir de l’année du couronnement de la statue de Notre-Dame, en 1897, l’ouverture de la châsse et l’exposition des reliques se font en suivant une procédure bien établie.  D’autres ouvertures exceptionnelles ont eu lieu en 2000 (année jubilaire) et en 2009, pour célébrer le 10e anniversaire de l’élévation de l’église au rang de basilique mineure. Les cérémonies festives d’ouverture de la châsse sont présidées par le Père Abbé de l’abbaye d’Affligem et celles de fermeture par l’évêque du diocèse. La durée de l’exposition des reliques est variable, entre une semaine et un mois selon les circonstances.
A Bruxelles, dans l'église Saint Nicolas de la Bourse, une chapelle fut érigée en 1486, en l'honneur de "Marie de Paix". Le retable d'autel est couronné d'une statue et porte l'inscription "A peste fame et bello libera nos Maria Pacis" ("De la peste, de la famine et de la guerre, délivrez-nous, Marie de la Paix").

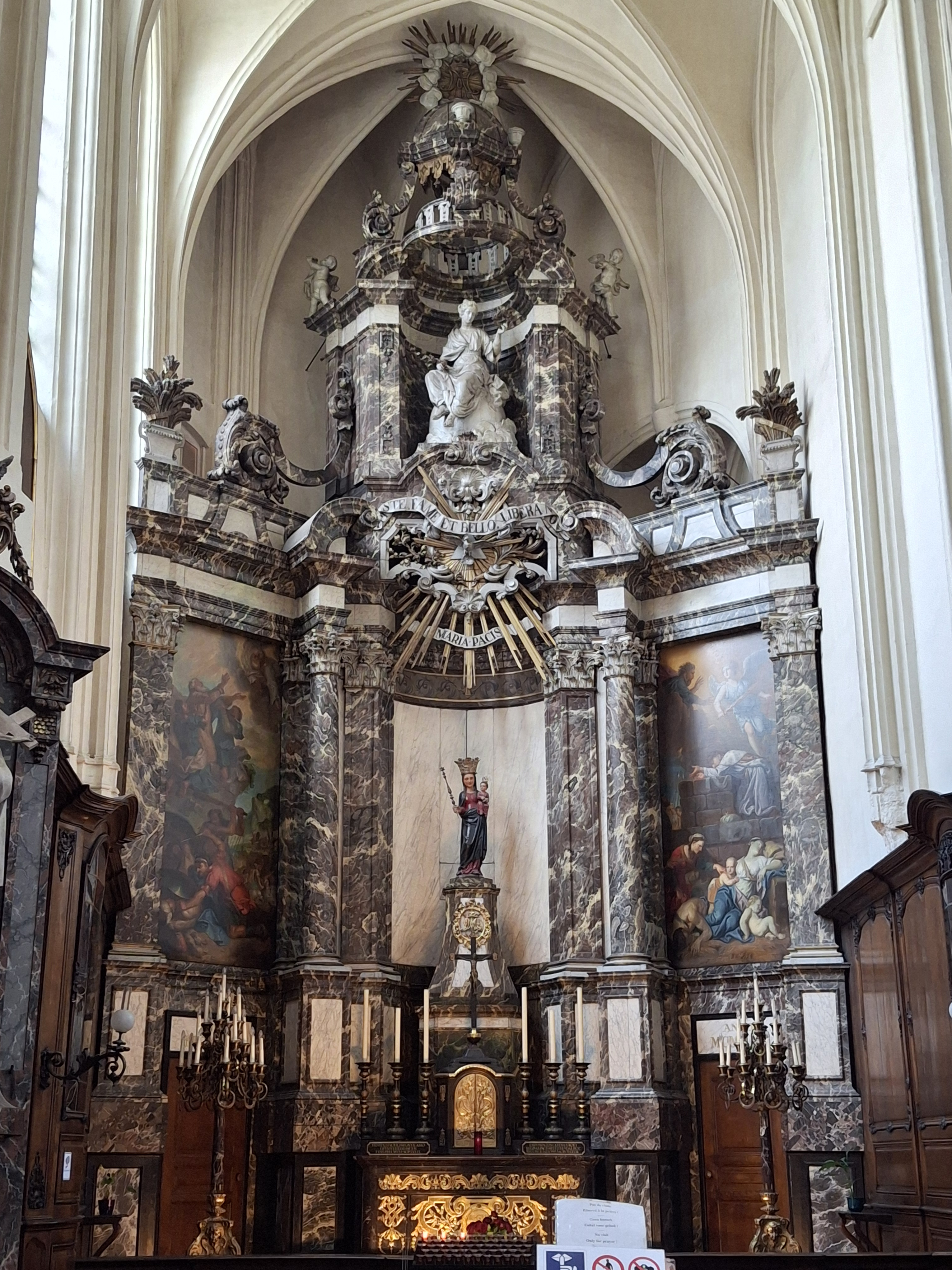
Chapelle Maria Pacis de l'église St Nicolas de Bruxelles
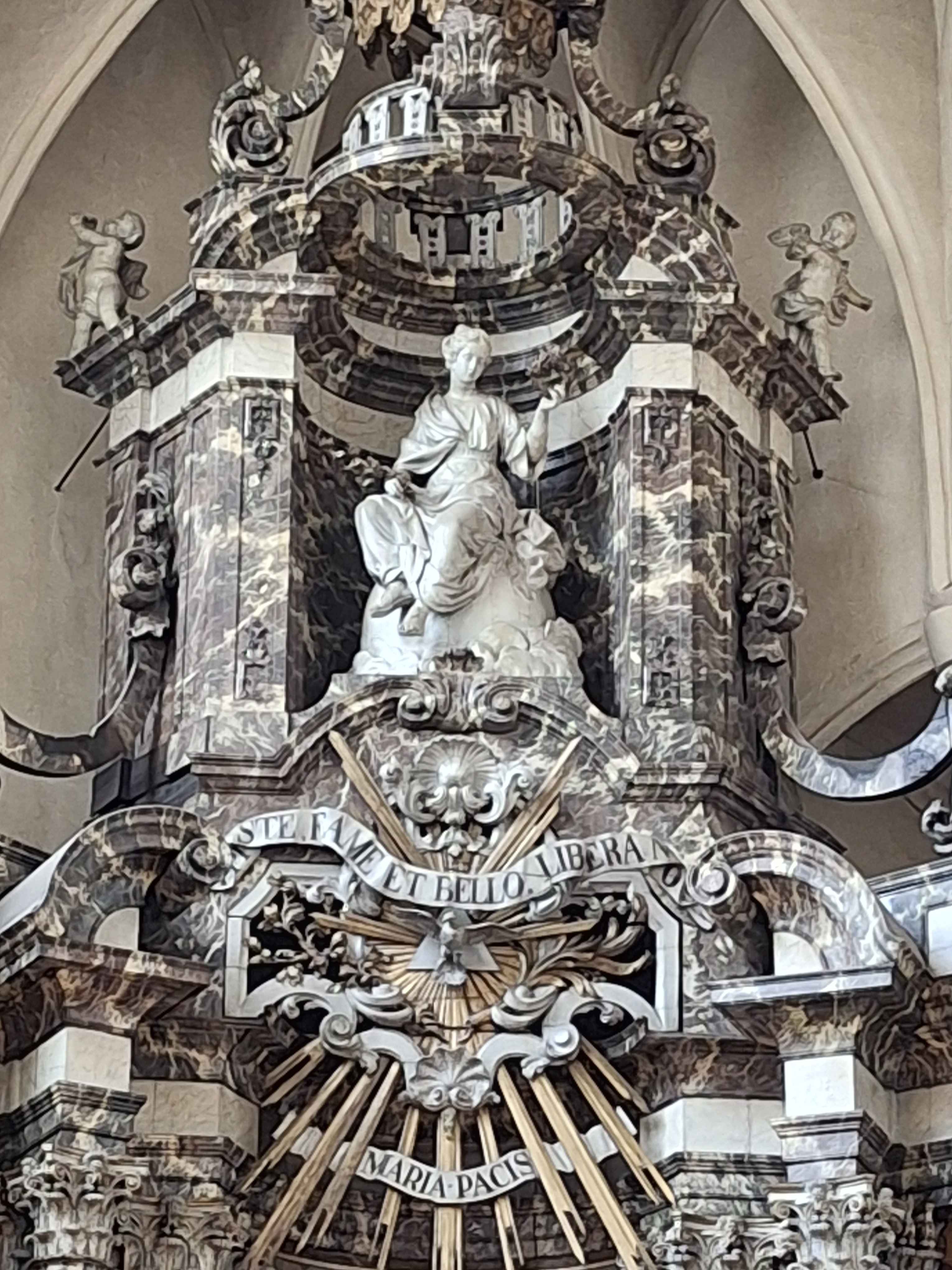
Chapelle Maria Pacis de l'église St Nicolas de Bruxelles (détail)
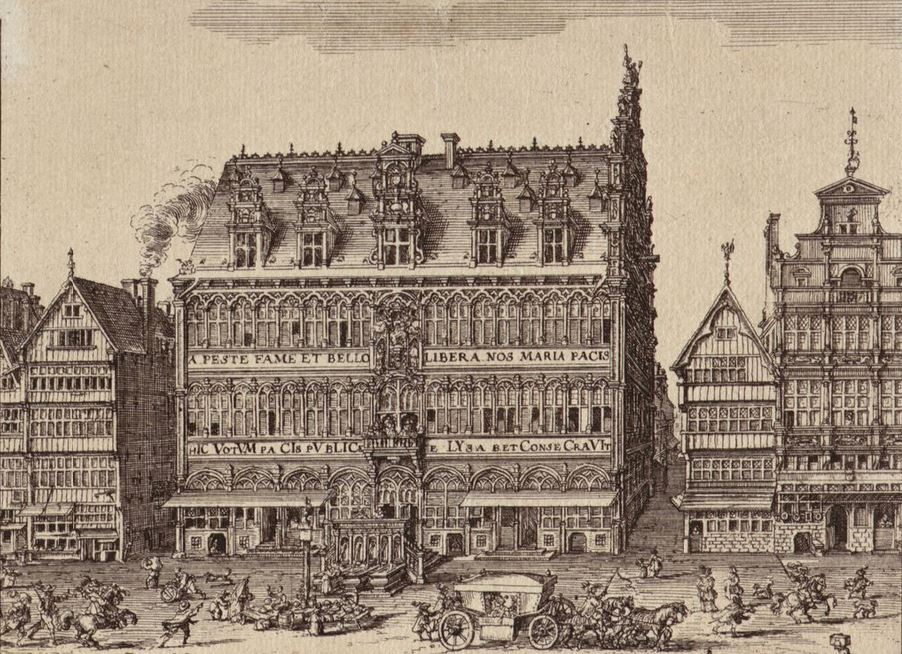
Maison du Roi, sur la grand'place de Bruxelles, en 1640

En 1625, l'archiduchesse Isabelle fit placer sur la façade de la Maison du Roi, sur la grand'place de Bruxelles, en l'honneur de Notre-Dame de Basse-Wavre, une statue de pierre de la Vierge accompagnée de deux statues de Saints, ainsi que le long de la façade l'inscription "A peste fame et bello libera nos Maria Pacis" ("De la peste, de la famine et de la guerre, délivrez-nous, Marie de la Paix"), et le chronogramme "hIC VotUM paCIs pUbLICæ eLIsabeth ConseCraVIt" ("Ici Élisabeth consacra le vœu de la paix publique").
Au moyen-âge, on transportait les châsses sur le lieu de conflits ou d'épidémies comme un symbole efficace de paix et une source de guérison. Ainsi, la châsse de Basse-Wavre participait au Tour de Bruxelles qui partait de Basse-Wavre le jour de Pâques, en direction de Rosières, puis Hoeilaert pour arriver à Watermael. De là, elle passait près de l'abbaye de la Cambre pour entrer dans Bruxelles par la porte de Namur (à l'époque Porte du Coudenberg). Elle faisait une halte dans la collégiale des Saints Michel et Gudule pour ensuite s'arrêter dans l'église Saint-Nicolas de la Bourse. Après un séjour indéterminé, elle quittait l'église St Nicolas vers l'église Notre-Dame du Sablon en passant près de la Vieille Halle aux Blés. De là elle passait à l'église Notre-Dame de la Chapelle, puis à celle de Saint-Gilles et à l'abbaye de Forest. Quittant la région bruxelloise, elle retournait à Basse-Wavre en passant par Ruysbroeck, Leeuw-Saint-Pierre, Hal, Lembeek, Wautier-Braine, Braine-le-Château, Braîne-l'Alleud, La Hulpe pour revenir dans son sanctuaire le lundi, 9 jours après pâques. Ce pèlerinage s'est arrêté lors des troubles religieux du 16e siècle.
Pour rappeler ces pérégrinations, une tradition des environs de 1600 a lieu le dimanche qui suit le 24 juin, fête de Saint Jean-Baptiste. A cette date, une procession avec la châsse se déroule autour de la cité : Le Grand Tour de Notre-Dame. Cette procession, reconnue patrimoine immatériel par l’UNESCO, parcourt 8.5 km dans la ville et dans la campagne, s'arrêtant devant une dizaine de chapelles et potales. Durant la procession, le Wastia, un gâteau de 15 kilos fait de pain de froment, de brioches et décoré de fleurs est béni puis porté sur un plateau (dinanderie du milieu du 17e siècle), posé sur la tête d'un pèlerin.